# Grijsscheendoek
De grijsscheendoek (Pygathrix cinerea)  is een zoogdier uit de familie van de apen van de Oude Wereld (Cercopithecidae). De wetenschappelijke naam van de soort werd voor het eerst geldig gepubliceerd door Nadler in 1997.

## Voorkomen
De soort komt voor in het midden van Vietnam.

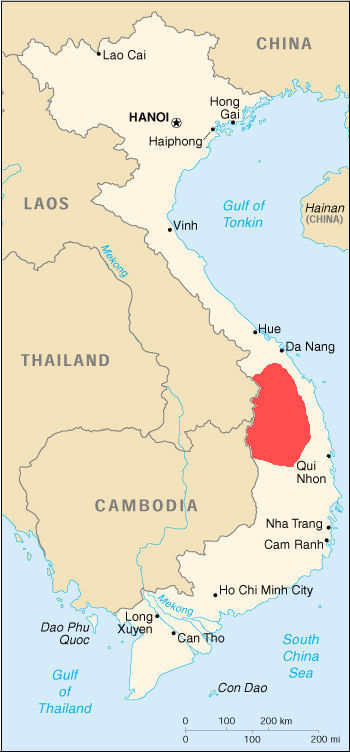
Verspreidingsgebied van de grijsscheendoek